# Tessmanns vliegenvanger
De Tessmanns vliegenvanger (Fraseria tessmanni, synoniem: Muscicapa tessmanni) is een vogelsoort uit de familie van de Muscicapidae (vliegenvangers).

## Verspreiding en leefgebied
Deze soort komt voor in westelijk en centraal Afrika van Ivoorkust tot zuidelijk Kameroen en noordoostelijk Zaïre.